# Eleocharis steinbachii
Eleocharis steinbachii là loài thực vật có hoa trong họ Cói. Loài này được D.J.Rosen mô tả khoa học đầu tiên năm 2007.